# Dunsmuir
Dunsmuir, fundada en 1909, es una ciudad ubicada en el condado de Siskiyou en el estado estadounidense de California. En el año 2009 tenía una población de 1,796 habitantes y una densidad poblacional de 389.7 personas por km².

## Geografía
Dunsmuir se encuentra ubicada en las coordenadas 41°13′18″N 122°16′23″O / 41.22167, -122.27306. Según la Oficina del Censo, la ciudad tiene un área total de 4,7 km² (1,8 mi²), de la cual 4,7 km² (1,8 mi²) es tierra y 0 km² (0 mi²) (0%) es agua.

## Demografía
Según la Oficina del Censo en 2000 los ingresos medios por hogar en la localidad eran de $23,191, y los ingresos medios por familia eran $27,420. Los hombres tenían unos ingresos medios de $27,393 frente a los $19,148 para las mujeres. La renta per cápita para la localidad era de $15,982. Alrededor del 19.3% de la población estaban por debajo del umbral de pobreza.